# Mathilde Ramm
Mathilde Ramm, verheiratete Mathilde Beckmann-Ramm (1. Mai 1856 in Stettin – 13. Oktober 1877 in Berlin) war eine deutsche Theaterschauspielerin.

## Leben
Mathilde Ramm, die Tochter eines Stettiner Theaterrequisiteurs, betrat schon als Kind die Bühne und war bei verschiedenen norddeutschen Provinztheatern, zuletzt in Potsdam auf der Bühne tätig. 1875 wurde sie nach Berlin ans Residenztheater engagiert, wo sie auch am 25. Juli 1877 ihren Kollegen Karl Beckmann heiratete. Sie erkrankte aber früh an Typhus und starb mit lediglich 21 Jahren am 13. Oktober 1877.
Sie war vor allem in den damals modernen französischen Sittendramen tätig, wo sie jene stets wiederkehrende Rolle des naiven jungen Mädchens, das mitten im Pfuhl gesellschaftlicher Laster keusch und ahnungslos bleibt. Ihr zartes Wesen, der staunende Kindesblick ihrer großen braunen Augen, etwas Unentwickeltes im Ton der feinen Stimme, die naive Unkenntnis aller Theaterroutine, sogar eine unbewusste Beschränktheit ihres Talents machte sie zu diesen Kontrastgestalten wie geschaffen. Man glaubte an ihre jungfräuliche Reinheit und also glaubte man an die für sich oft unwahrscheinliche Figur der modernen französischen Ingénue. Die Poesie ihres Wesens aber bewährte sich auch in höheren Aufgaben. Wie nebenbei gelang ihr Emilia Galotti, und ihr ganzer Liebreiz trat in der Perdita des Shakespeare’schen Wintermärchens hervor. Ihre Jugend entzückte sofort und ausnahmslos alle Theaterfreunde Berlins, und als sie gestorben war, verglich man ihr Wesen wie ihr Schicksal mit Goethes Euphrosyne.